# Mathuedoï I van Poher
Mathuedoï van Poher (ca. 875 - 930) was graaf van Poher en vader van de latere hertog Alan II van Bretagne.

## Biografie
Na de dood van hertog Alan I van Bretagne raakte Bretagne gefragmenteerd door de vele Vikinginvallen. Mathuedoï streed indertijd tegen zijn neef Gourmaëlon van Cornouailles om het hertogdom. Na de invasie van Vikingen in 919 onder leiding van Rognvaldr ging Mathuedoï samen met zijn zoon Alan in ballingschap in Engeland. Mathuedoï sleet de rest van zijn leven in Engeland, terwijl zijn zoon in 936 terugkeerde naar Bretagne.